# Claude Raymond (littérature)
Pour les articles homonymes, voir Claude Raymond.
Cet article court présente un sujet plus développé dans : Jean-Yves Collette.
Claude Raymond est le pseudonyme conjoint des écrivains québécois Jean-Yves Collette et Michel Gay.
Sous ce pseudonyme ces deux auteurs ont publié à la Nouvelle Barre du Jour :
- Dispositions (1984)
- La Locomotive (1985)
- Le Joker (1986)
Ils choisissent volontairement comme pseudonyme le nom du joueur de baseball et commentateur sportif Claude Raymond.
Un recueil contenant ces trois textes poétiques et un inédit, Sensations, est publié sans ce pseudonyme en 2009. 